# Ray Agnew
Raymond Mitchell Agnew Jr. (Winston-Salem, 9 dicembre 1967) è un ex giocatore di football americano statunitense che ha militato nel ruolo di defensive tackle nella National Football League (NFL). Al college giocò a football con i Wolfpack della North Carolina State University.

## Carriera
Agnew fu scelto come decimo assoluto del Draft 1990 dai New England Patriots. Vi giocò per cinque stagioni dopo di che passò ai New York Giants, con cui rimase fino al 1997. L'anno seguente firmò con i St. Louis Rams con cui conquistò il Super Bowl XXXIV battendo i Tennessee Titans. Si ritirò dopo la stagione 2000, divenendo un osservatore per i Rams.

## Palmarès

### Franchigia
- Super Bowl : 1

St. Louis Rams: Super Bowl XXXIV
- National Football Conference Championship: 1

St. Louis Rams: 1999

### Individuale
- PFWA All-Rookie Team - 1990

## Statistiche
| Tackle | 448  |
| Sack   | 22,5 |